# Roaming Shores (Ohio)
Pour les articles homonymes, voir Roaming Shores.
Roaming Shores est un village américain situé dans le comté d'Ashtabula, dans l'Ohio. Selon le recensement de 2010, sa population est de 1 508 habitants.